# Pantana seriatopunctata
Pantana seriatopunctata är en fjärilsart som beskrevs av Matsumura 1921. Pantana seriatopunctata ingår i släktet Pantana och familjen tofsspinnare. Inga underarter finns listade i Catalogue of Life.